# أولاد غانم (أولاد غانم)
أولاد غانم هو دُوَّار يقع بجماعة سيدي بوخلخال، إقليم الخميسات، جهة الرباط سلا القنيطرة في المملكة المغربية. ينتمي الدوّار لمشيخة أولاد غانم التي تضم دوار واحد. يقدر عدد سكانه بـ 2844 نسمة حسب الإحصاء الرسمي للسكان والسكنى لسنة 2004.

## روابط خارجية
- البوابة الوطنية للجماعات الترابية
- المندوبية السامية للتخطيط